# 悪魔ちゃん命名騒動
悪魔ちゃん命名騒動（あくまちゃんめいめいそうどう）は、実子に「悪魔」と命名しようとしたところ、その命名を不適切であるとして行政が受理を拒否したことにより起こった騒動である。その受理手続きの完成を求めた申し立ては、いわゆる「親の命名権」に関するひとつの基準、問題提起としてほぼ最初の重要な審判例とされており、児童虐待が社会問題となった際には親権の在り方や親子と国家との関係性を考える上での検討材料のひとつとされた。「悪魔ちゃん騒動」「悪魔ちゃん事件」とも。

## 概要
1993年（平成5年）8月11日、東京都昭島市役所に「悪魔」と命名された男児の出生届が提出された。市役所は「悪」も「魔」も常用漢字の範囲であることから受理したが、受理後に戸籍課職員の間で疑義が生じたため、法務省に本件の受理の可否に付き照会した。
法務省から「問題ない」との回答があったため受理手続きに入ったが、後日「子の名を『悪魔』とするのは妥当でなく、届出人に新たな子の名を追完させ、追完に応じるまでは名未定の出生届として取り扱う」旨の指示が出されたことから、受理手続きを完成させず、戸籍に記載された名欄の「悪魔」の文字を誤記扱いとして抹消し、夫婦に対して別の名前に改めるよう指導した。
届出者である父親は、東京家庭裁判所八王子支部に不服申し立てを行い、市と争った結果、1994年（平成6年）2月1日に家庭裁判所が「受理手続きを完成せよ」との判断を下したことで、申立人である父親の申し立てが認容された。市は即時抗告したが、申立人である父親が不服申し立てを取り下げ、その後、別の名前で届出が受理されたことにより、この騒動は終了した。

## 経緯

### 父親により「悪魔」と命名
1993年（平成5年）7月末、1人の男児が生まれた。8月2日、父親である男性（当時30歳）が、昭島市役所に対し、生まれた男児の出生届の届け出について「悪魔」という名前が受理されるかどうか問い合わせたところ、「いずれも常用漢字にある漢字なので受理に支障はない」との回答を得た。同年8月11日、男性とその妻（当時22歳）は、昭島市役所に「悪魔」と命名した男児の出生届を提出し、係員はそれを受理した。なお、妻は「悪魔」という名前の命名に猛反対したが、夫に押し切られる形で渋々了承したとされている。
出生届を受理した翌日の8月12日、戸籍の当欄に所要事項を記載する際、戸籍課職員の間で「悪魔」という名の受理について疑問が出され、東京法務局八王子支局に対して受理の許否について問い合わせたが、受理に問題はないとの回答があったため、同日に戸籍の該当欄への記載がされた。ただし、記載の翌日に行うという慣例となっていたことから、身分事項記載欄文末の市長印の押捺はされていなかった。その翌日の8月13日、法務局八王子支局から、市長印の押捺をしないようにという旨の連絡があったため、戸籍課は「悪魔」の名の受理手続きの完成を留保し、8月17日に市長から支局長宛へ正式に「出生届処理伺い」を出し、指示を求めた。
9月27日付で、支局長から、子の名前を「悪魔」としたまま処理するのは妥当ではなく、届出人に新たな子の名を追完させ、追完に応じるまでは名未定の出生届として取り扱う旨の指示が届いた。この見解は、(1) 誹謗、猥褻な意味を持つ文字は認められない、(2)「悪魔」という言葉は人名の持つ概念から著しく逸脱している、(3) 子が将来差別を受けることが懸念され、子の利益を守る立場から、また社会通念上からも妥当ではない、(4) 子の福祉上、明らかに悪影響を及ぼすと思われるものは親の命名権の濫用である、という理由によるものである。
そこで、市長はその指示に従い、戸籍に記載された名欄の「悪魔」の文字を誤記扱いとして朱線で抹消し、「名未定」の文字を加入した上で市長印の押捺をし、10月4日、市役所は男性に新たな名の追完を求める追完催告書と追完届用紙を送付した。

### 父親による不服申し立て
この措置を不服とした男性は、「悪魔」という名は戸籍法の規定に基づいており、適法である以上は戸籍に記載すべきであり、一旦受理して戸籍に記載した名を法定手続きを経ずに抹消したことは不当として、「悪魔」の名を戸籍へ記載し、受理手続きを完成させることを求めて、10月20日に不服申し立てを行った。
1994年（平成6年）2月1日、東京家庭裁判所八王子支部は、「『悪魔』という名前自体は命名権の乱用で戸籍法違反であり、そうした場合には市長が名前の受理を拒否することも許されるが、一旦はその届出を受理して戸籍に記載している以上、両親に戸籍訂正の申請をさせる必要があり、それを省いて一方的に『悪魔』の表記を戸籍から抹消したのは違法である」として（後節参照）、戸籍に「悪魔」と記載するよう命じる決定を伝えたが、翌日の2月2日、市は「抹消の事務処理は適切だった」などとして、即時抗告する方針を固めた。
同年2月15日、父親が、不服申し立ての意義はあったが、争いが続く間は男児の名前がない状態が続くことになる上、精神的疲労や仕事にも支障が出ていることなどを理由として、不服申し立ての取り下げ手続きをした。これにより、審判は終了した。

### 別の名前を命名
3月16日、父親は「阿久魔（）という名前はどうか」と市役所に電話で問い合わせたが、市役所は「法務局は、当て字でも『あくま』はだめという立場」と答えた。5月30日、父親が新しい名前を届け出、市役所は同日付でそれを受理したことで、この騒動は終了した。ただし戸籍には、名欄の「悪魔」に朱線が引かれているだけなので、戸籍の再製を申し出ない限り、「悪魔」の文字は戸籍に残り続けることになる。

## 反響
1994年（平成6年）1月13日、審判決定に先立って読売新聞と産経新聞がこの騒動を報じたことにより、社会的反響が起こった。スポーツニッポンではこの一件を報道した見出しで、父親の主張を「あくまで『悪魔』」と駄洒落で表現した。写真週刊誌などでは「『悪魔』が認められれば、次の子供の名前は『帝王』か『爆弾』を考えている」などという父親の言葉を掲載した。

### 政府
1994年（平成6年）1月14日、閣議後の閣僚懇談会でこの話が取り上げられ、佐藤観樹自治大臣が三ヶ月章法務大臣に対し、「家庭にまで法律が介入すべきでないのは当然だが、人生に影響を与えるような人名の届出に際して、適当かどうか判断する何らかの法的な基準か規範がつくれないものか検討してもらいたい」と注文し、それに対して三ヶ月法務大臣は、「命名権の自由という問題も含めて、何らかの価値評価ができる基準が必要かどうか研究してみたい」と答えた。その後の記者会見で三ヶ月法務大臣は、「悪魔」という名は社会通念に照らして親の命名権の濫用とした法務省の見解に同意した。1月21日、三ヶ月法務大臣は閣議後の記者会見で「命名の基準のような価値評価がからむ事案に行政庁が一律の基準を作るのは難しい」との見解を明らかにした。
2004年（平成16年）、法制審議会人名用漢字部会がまとめた人名用漢字の追加案について、「糞」や「呪」などの漢字の削除要望が100件以上寄せられ、そうした漢字を削除した上で新たに追加する人名用漢字488字を定めた。しかし、2010年（平成22年）11月30日に内閣告示される改定常用漢字表に、「呪」「怨」など人名用漢字の追加案から削除された漢字の一部が追加されることとなり、「悪魔」のような想定外の名前が再び出現することが懸念された。

### 世論
1994年1月20日締切で行った産経新聞のアンケートでは、「悪魔でもいい」46件、「悪魔はよくない」270件、「どっちもどっち、どちらともいえない」7件の結果となったなお、このアンケートについては、中間報告を行った1月18日に産経新聞読者である男児の祖母から「興味本位で軽々しく扱わないでほしい」と涙ながらに電話で訴えてきたことも、新聞記事に併記されていた。
また、読売新聞には、この「悪魔」という命名に関する投書が530通も届いた。

## 審判例
- 東京家庭裁判所八王子支部平成6年1月31日審判、平成5年（家）第2836号、『市町村長の処分に対する不服申立事件』、判例時報1486号56頁[32]、判例タイムズ844号75頁[33]。

## その後
子の両親はその後、1996年に離婚。子は母親に引き取られた後に地裁への改名届を経て、現在は社会通念上ごく普通の名前になっている。また、父親は離婚後に覚醒剤取締法違反（所持・使用）で逮捕、2014年に窃盗と再度の覚醒剤取締法違反で2度目の逮捕をされている（2014年のは窃盗での家宅捜索で覚醒剤が発見されたため）。父親が覚醒剤取締法違反で2度逮捕されたことから、覚醒剤の使用によって正常な判断が出来なくなり、子に「悪魔」と名付けようとしたのではないかとの説もあるが、父親の覚醒剤使用と、子に「悪魔」と名付けようとしたことの因果関係は不明である。